# Бартек-победитель
«Бартек-Победитель» (пол. Bartek zwycięzca) — польский немой чёрно-белый художественный фильм 1923 года, снятый режиссёром Эдвардом Пухальским по мотивам рассказа Генрика Сенкевича.
Премьера фильма состоялась 4 ноября 1923 года. Фильм сохранился частично, крупными фрагментами (1900 м).

## Сюжет
Действие фильма разворачивается в 1870 году. Крестьянин Бартек Словик мобилизован в прусскую армию и отправлен на фронт, где принимает участие во Франко-прусской войне. В ходе Битвы при Гравелоте он захватывает французское знамя и отличается необычайной храбростью. Генерал Штайнмец за отвагу и заслуги перед Пруссией лично награждает Бартека своим Железным крестом.
Бартек возвращается домой; он уверен, что его военные заслуги будут оценены прусскими властями. Однако за избиение учителя немецкого языка, который назвал его сына «польской свиньёй», суд приговорил его к трём месяцам тюремного заключения и крупному штрафу. Поскольку у Бартека нет денег, его ферма, уже имеющая большие долги, переходит под залог к немцу Юсту. Ферма Словика продается с аукциона. Бартек вместе с семьёй уезжает из деревни в поисках работы.

## В ролях
- Владислав Пытлясинский — Бартек Словик
- Евгения Засемпянка — Магда, жена Бартека
- Роман Желязовский — Генерал Штайнмец